# Chi Lòng mức
Chi Lòng mức (danh pháp khoa học: Wrightia) là tên một chi có 23 loài cây có hoa thuộc Họ La bố ma (Apocynaceae), là cây bản địa ở châu Phi, châu Á, Úc. Đây là cây cỡ nhỏ hoặc cây bụi. Danh pháp khoa học của chi lấy theo tên của nhà thực vật học người Scotland William Wright (1735-1819)
Wrightia antidysenterica đôi khi bị xếp nhầm vào chi Holarrhena, với tên Holarrhena pubescens.

## Loài
1. Wrightia angustifolia
2. Wrightia antidysenterica
3. Wrightia arborea lòng mức lông mềm
4. Wrightia candollei
5. Wrightia coccinea lòng mức đỏ
6. Wrightia collettii
7. Wrightia demartiniana
8. Wrightia dolichocarpa
9. Wrightia dubia
10. Wrightia flavorosea
11. Wrightia hanleyi
12. Wrightia indica
13. Wrightia laevis lòng mức trái to
14. Wrightia lanceolata
15. Wrightia lecomtei lòng mức Lecomte
16. Wrightia natalensis
17. Wrightia novobrittanica
18. Wrightia palawanensis
19. Wrightia puberula
20. Wrightia pubescens lòng mức lông
21. Wrightia religiosa mai chiếu thủy
22. Wrightia saligna
23. Wrightia siamensis
24. Wrightia sikkimensis lòng mức sao
25. Wrightia sirikitiae
26. Wrightia stellata
27. Wrightia tinctoria
28. Wrightia versicolor
29. Wrightia vietnamensis Hazell & D.J.Middleton[2]
30. Wrightia viridiflora lòng mức hoa xanh

## Hình ảnh

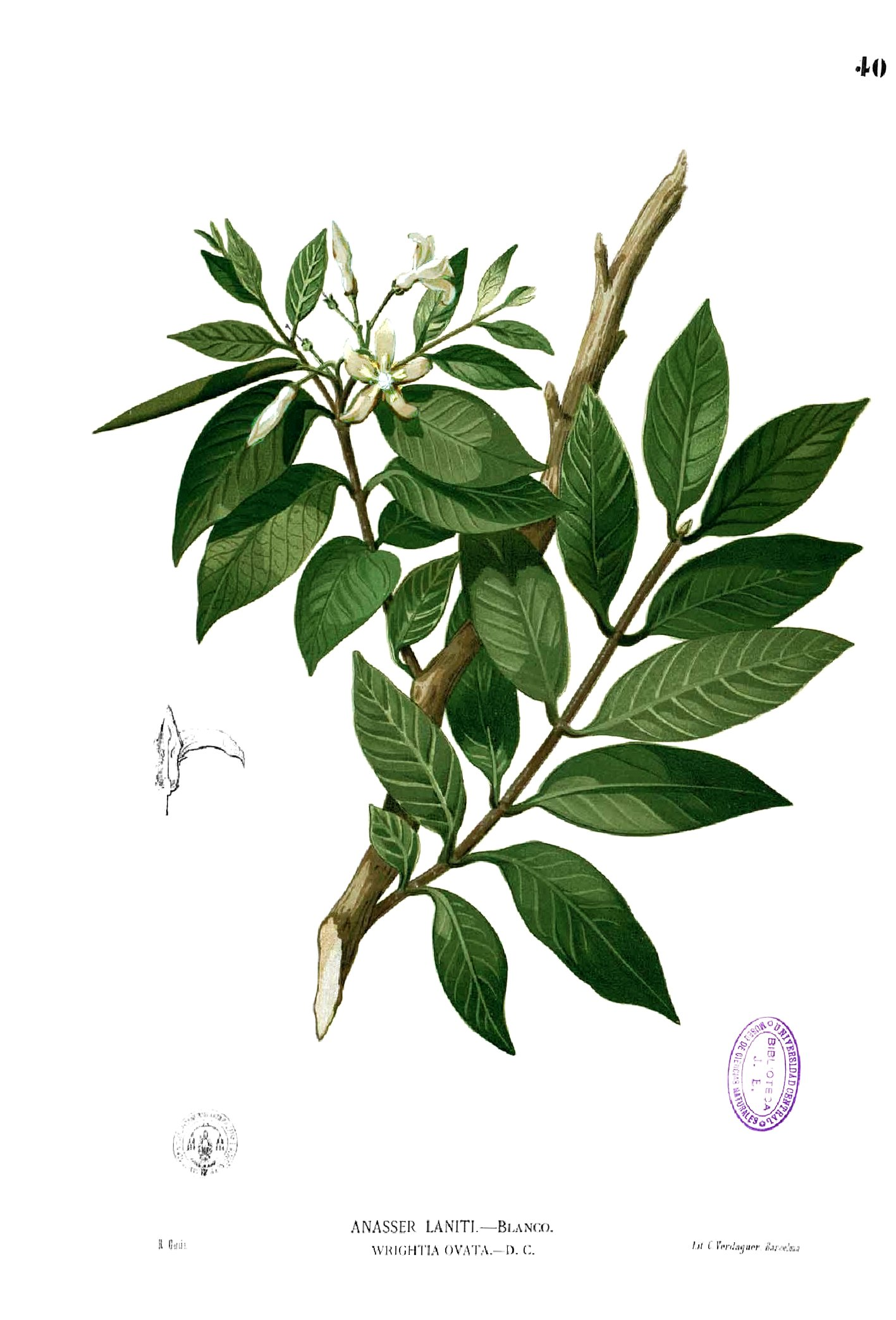
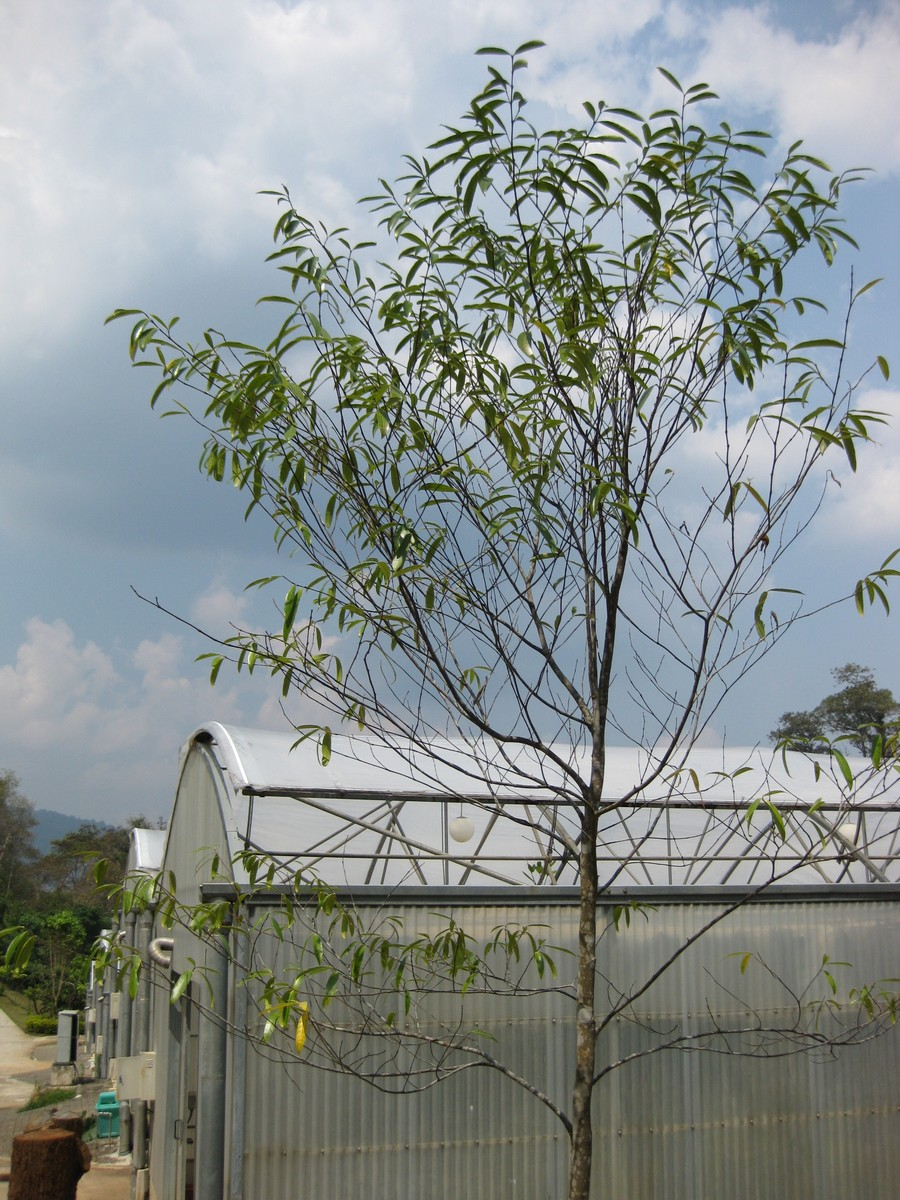
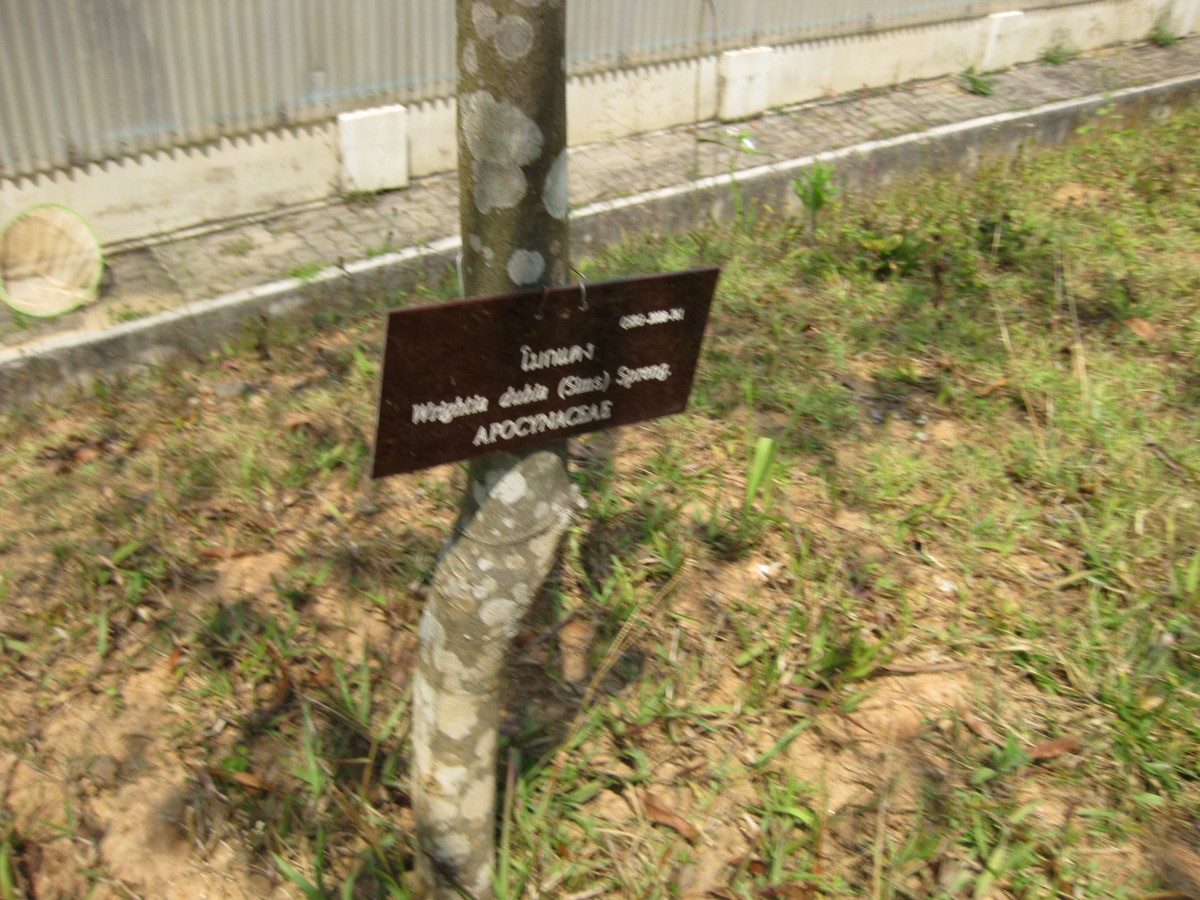
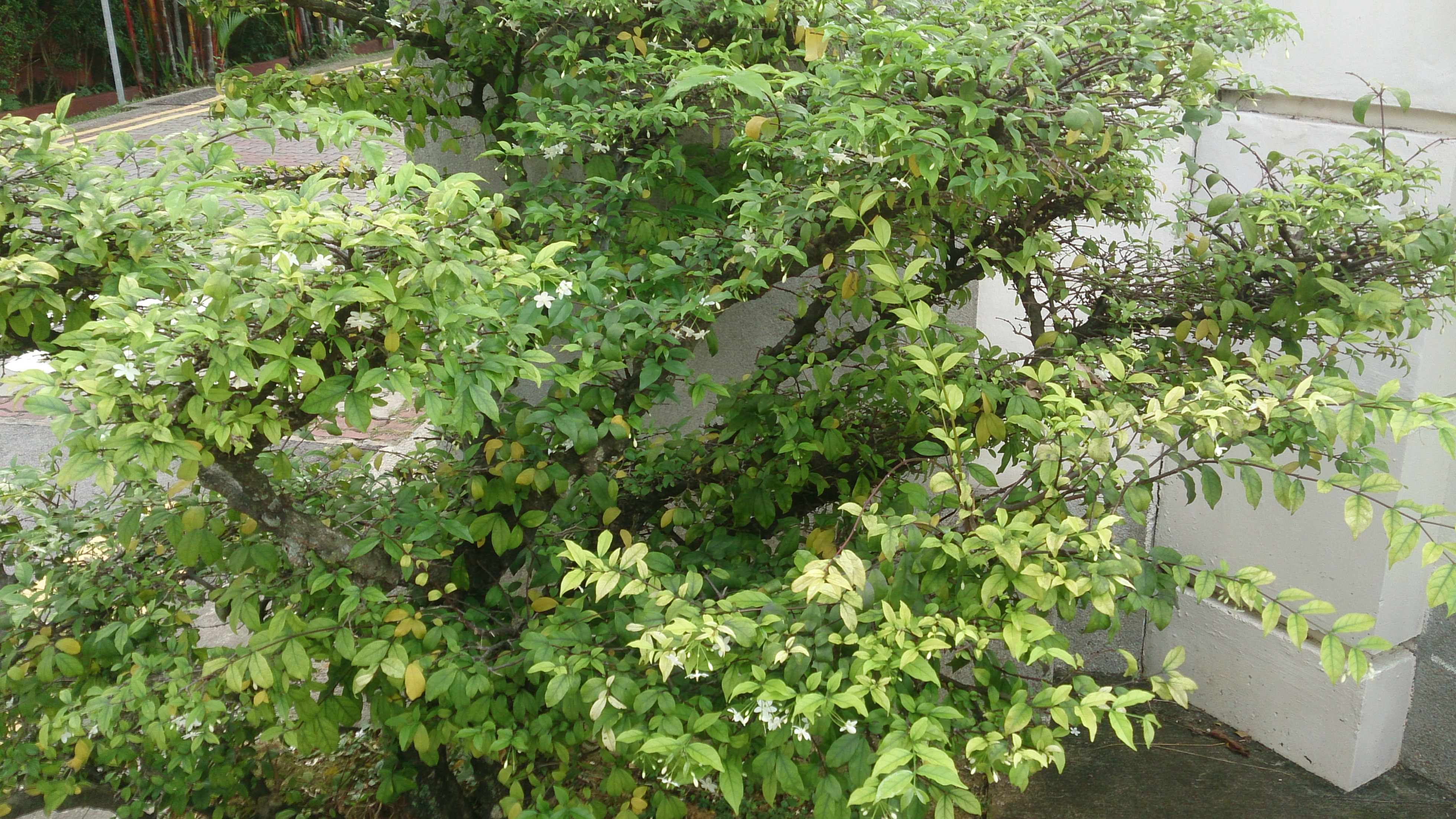